# Hastula

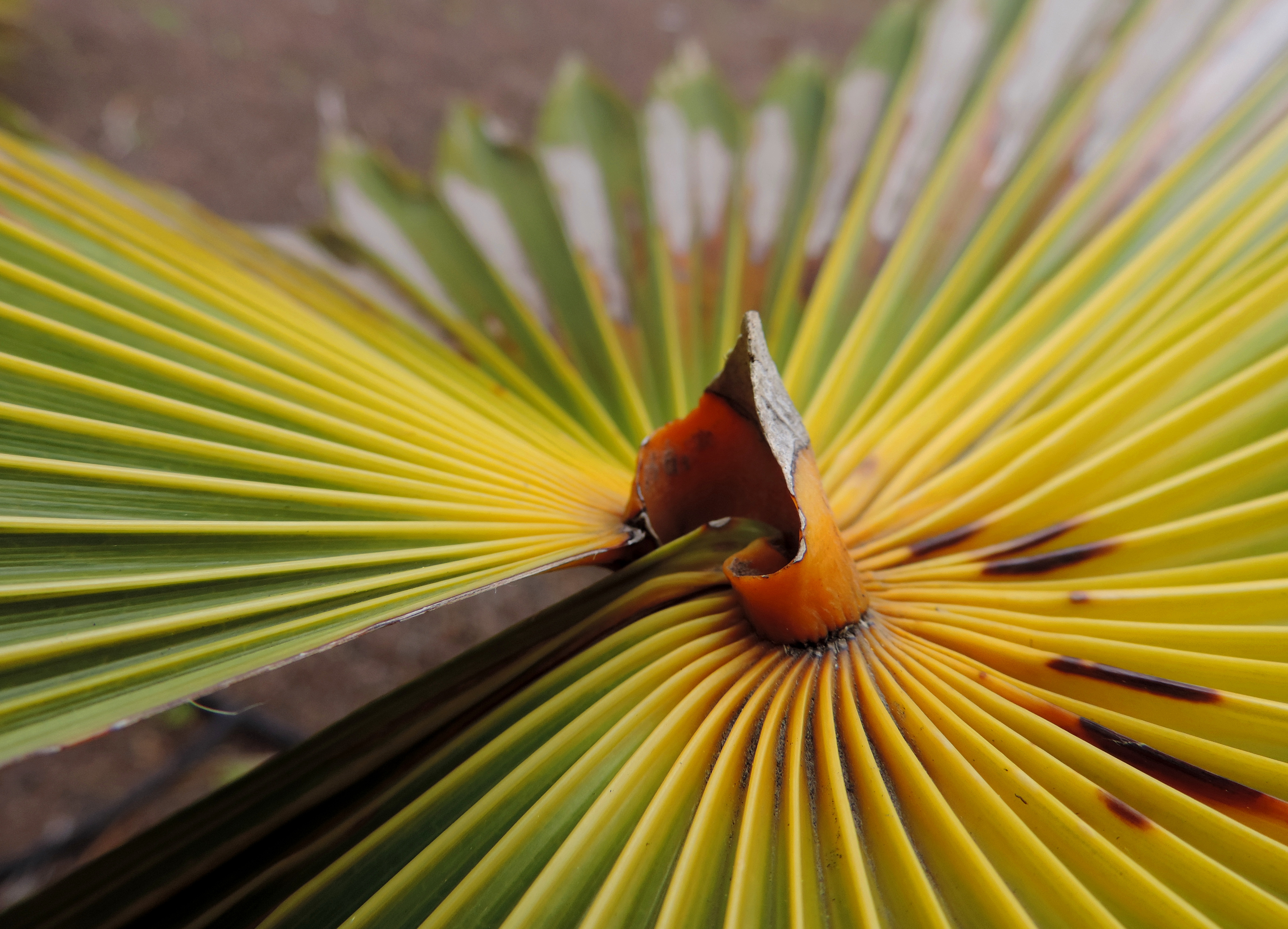
Hastula u nasady blaszki liściowej palmy Coccothrinax argentea

Hastula – wyrostek między nibyogonkiem liściowym u arekowatych (palm) a blaszką liściową. Wykształca się najczęściej na liściach dłoniasto złożonych lub wachlarzowatych, brak go zupełnie lub jest słabo wykształcony na liściach pierzasto złożonych. Występuje zwykle na stronie doosiowej (hastula adaxialis), rzadziej odosiowej (hastula abaxialis). Hastula doosiowa jest z reguły większa i bardziej zaostrzona. Jest tworem podobnym do języczka liściowego. Obecność hastuli, jej wielkość i kształt należy do cech diagnostycznych, użytecznych przy identyfikacji rodzajów i gatunków palm.